# Мозговой, Виктор Петрович
Виктор Петрович Мозговой (род. 6 августа 1961, Моздок, Северо-Осетинская АССР) — советский и белорусский легкоатлет. Мастер спорта СССР международного класса. Обладатель рекорда Белоруссии в полумарафоне.

## Биография
Родился 6 августа 1961 года в Моздоке.
Был членом сборной СССР по лёгкой атлетике.
4 октября 1992 года в голландском городе Берда Виктор Мозговой пробежал полумарафон за 1:02.32, установив национальный рекорд. В своей карьере Мозговой также неоднократно становился победителем крупных марафонов, а также выиграл чемпионат СССР.
С 2002 года ежегодно проводится легкоатлетический пробег на призы Виктора Мозгового.

## Результаты

### Соревнования
| Год  | Соревнование | Город | Дистанция | Дата      | Результат | Место |
| ---- | ------------ | ----- | --------- | --------- | --------- | ----- |
| 1988 | Кубок Европы | Юи    | марафон   | 30 апреля | 2:17.35   | 22    |

- Чемпион СССР 1989 года в марафоне — 2:13.16 («Белоцерковский марафон»)[уточнить][3]
- «Языльская десятка» — 1989 год — 1 место (30.39[4]

### Рекорды Белоруссии
- Полумарафон — 1:02.32 (4 октября 1992, Бреда, 1 место).

### Лучший легкоатлет СССР (марафон)
- 1986[5]
- 1989 — 2:13.16[6]